# Girowa

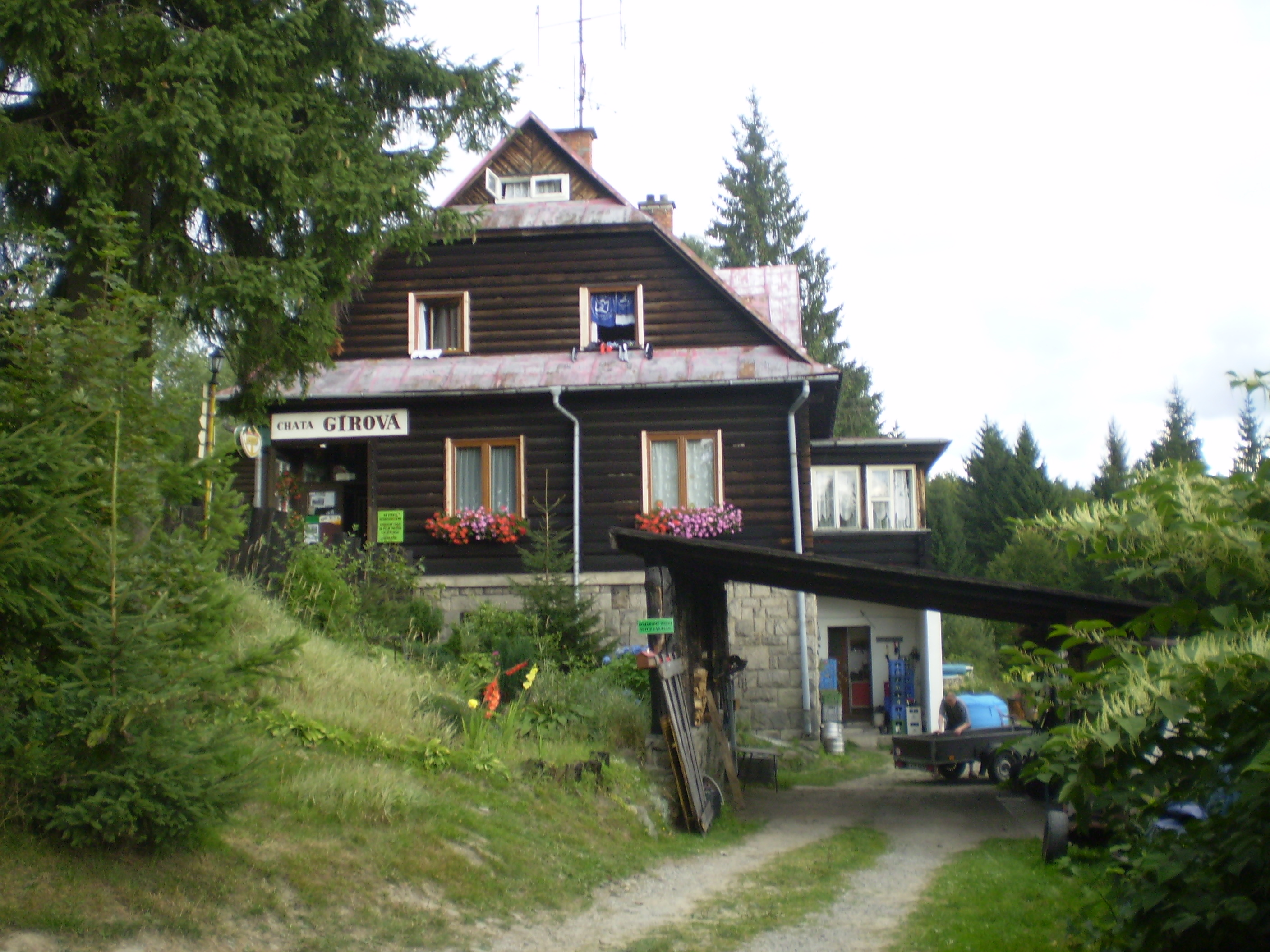
Chata Girowa

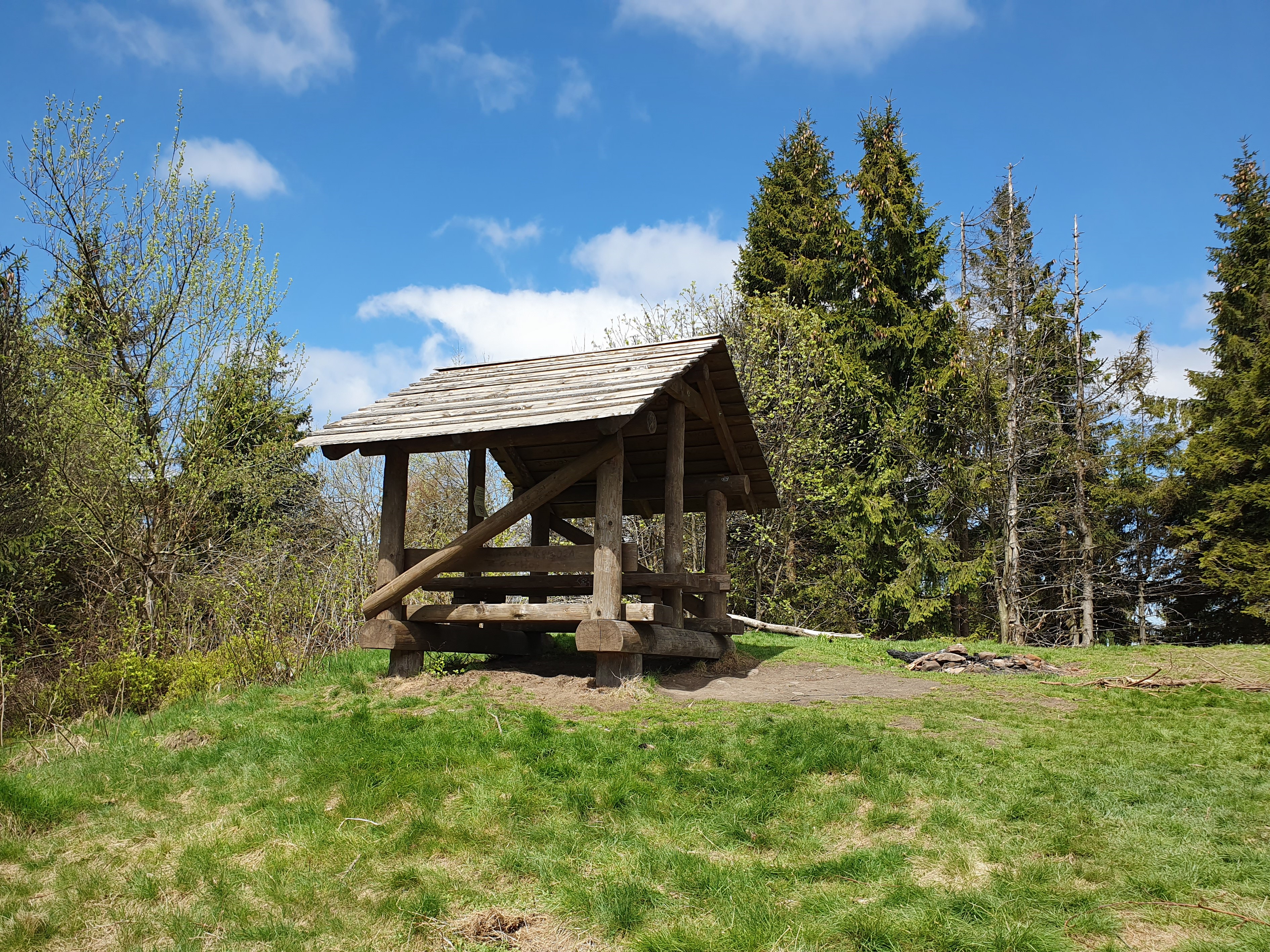
Szczyt Girowej

Girowa (czes. Gírová, 840 m n.p.m., niem. Hexenberg) – szczyt w Beskidzie Śląskim, wznoszący się w głównym grzbiecie Karpat ok. 4 km na północny wschód od Przełęczy Jabłonkowskiej, na terenie Czech, jak i cały odcinek tego grzbietu, tworzący jeden, dość rozległy masyw, sięgający od Przełęczy Jabłonkowskiej na zachodzie po granicę państwową polsko-czeską na wschodzie.
Północne stoki masywu Girowej opadają ku dolinie Olzy w dorzeczu Odry (zlewisko Bałtyku), zaś stoki pd. – ku dolinie Čierňanki w dorzeczu Dunaju (zlewisko M. Czarnego). Główny zrąb Girowej budują twarde piaskowce glaukonitowe zaliczane do tzw. płaszczowiny (łuski) przedmagurskiej, natomiast kopułę szczytową – gruboziarniste, gruboławicowe piaskowce ciężkowickie należące do płaszczowiny magurskiej.
Pochodzenie nazwy Girowej nie jest dotychczas jednoznacznie potwierdzone. Możliwe jest wołoskie pochodzenie nazwy. Zgodnie z podaniem z terenu sąsiedniej Jaworzynki, nazwa wiąże się z dziejami miejscowego baczy Jury i wielką bitwą pasterzy ze zbójnikami. Ów Jura miał darować swoją łąkę dzieciom poległych pasterzy, skąd poszła nazwa „Jurowa Łąka”, zniekształcona w gotyckim piśmie kancelarii zamkowej w Cieszynie na „Gurowa” i następnie „Girowa”. „Miejsce zaś bitwy i pochowania opryszków na Girowej przeklętem było, przez wszystkich unikanem, bo tam tylko szatan i czarownice mieszkać się nie bały” - pisał w 1935 r. Paweł Zawada z Jaworzynki.
Pomimo stosunkowo niewielkiej wysokości położenie Girowej usytuowanej w niskim w tym miejscu głównym wododziale europejskim czyni ją górą przyciągającą uwagę patrzących zarówno od północy, w osi szerokiej i płaskiej doliny Olzy, jak i od południa, z Kotliny Czadeckiej. Od czasów średniowiecza góra strzegła granicy śląsko-węgierskiej, a jej południowe stoki do początku XVIII w. porośnięte były nieprzebytymi lasami, zwanymi Zapowiedzią i chronionymi przez władców Księstwa Cieszyńskiego jako swoisty kordon graniczny (za karczowanie tych lasów lub wypasanie w nich bydła „zapowiadano” surowe kary). Niezamieszkana i owiana mroczną legendą, była więc Girowa uważana za miejsce zlotów czarownic (stąd nazwa Hexenberg - Góra Czarownic), a skalne urwisko pod jej szczytem nazywano „Diabelskim Młynem”. Mieli na niej ukrywać swe skarby zbójnicy, grasujący w rejonie Przełęczy Jabłonkowskiej. Zgodnie z tradycją, sam czart strzeże tu pono kotlika dukatów, zrabowanych przez Ondraszka bogatemu Żydowi z Lanckorony.
Masyw Girowej porośnięty jest w większości lasami świerkowo-bukowymi, z niewielką domieszką jodły, jawora i in. Na szczycie kilka kęp sztucznie wprowadzonej kosodrzewiny. Na grzbiecie Girowej rozciąga się szereg polan, wypasanych częściowo do połowy XX w., z rozrzuconymi zabudowaniami przysiółków należących do Mostów lub do Herczawy. Z polany szczytowej rozciągała się jedna z najciekawszych w tym rejonie Beskidów, prawie dookolna panorama obejmująca góry trzech państw: Polski, Czech i Słowacji – obecnie znacznie ograniczona drzewami. Na polanie odsłaniają się spod cienkiej warstwy gleby piaskowcowe płyty; na jednej z nich słabo już widoczny napis wyryty w 1990 r. dla upamiętnienia wizyty prezydenta Czechosłowacji Václava Havla w pobliskim Bukowcu.
Południowe stoki Girowej przecina trawersem granica czesko-słowacka, powyżej której biegnie poziomicowa droga z Mostów do Herczawy.
Pod szczytem Girowej od strony południowej, na dolnym skraju szczytowej polany, stoi schronisko wzniesione w 1932 r. przez KČT (Klub Czechosłowackich Turystów). Krótko (w latach 1938–1939) znajdowało się w granicach Polski, a w okresie II wojny światowej kierował nim Beskidenverein (Schutzhaus auf der Girowa). Prowadzą do niego znakowane szlaki turystyczne z Jabłonkowa, Mostów, Herczawy i Bukowca.